# 富山市立熊野小学校
富山市立熊野小学校（とやましりつ くまのしょうがっこう）は富山県富山市にある公立小学校。

## 沿革
個別に出典が提示されていない箇所の出典→。
- 1873年7月 - 林崎小学校創立。
- 1875年8月 - 有隣小学校創立。
- 1877年7月 - 有隣小学校島田分教場創立（1883年3月閉鎖）。
- 1908年5月 - 林崎、有隣両校が合併し、熊野尋常高等小学校と改称。
- 1909年7月31日 - 校舎落成式[3]。
- 1921年6月 - 雨天体操場新築。
- 1941年4月 - 熊野国民学校と改称。
- 1947年4月 - 熊野小学校と改称。
- 1954年1月 - 校舎改築第1期工事完成。
- 1955年3月 - 校舎改築第2期工事完成。
- 1957年11月 - 校舎改築第3期工事完成。
- 1959年11月 - 校舎改築第4期工事完成。
- 1960年10月 - 富南村が富山市へ編入されたことに伴い、現校名に改称。
- 1964年9月 - 運動場の整地、排水工事完成。
- 1967年7月 - 水泳プール竣工。
- 1972年12月13日 - 火災により教室5、理科室、給食調理室焼失。
- 1974年4月 - 鉄筋8教室、給食調理室竣工。
- 1978年3月 - 東側鉄筋校舎完成。
- 1987年9月28日 - 体育館着工[4]。
- 1988年3月 - 体育館竣工[4]。

## 通学区域
青柳新、悪王寺、安養寺、石田、石田万葉台、上野、上野寿町、上野南町、江本、上熊野、上栄、経力、小中、島田、下熊野、下千俵、杉瀬、千俵町、辰尾、辰尾新町１区～３区、珠泉西町、珠泉東町、林崎、牧田、南金屋、宮保、森田、吉岡、若竹町一丁目～六丁目

## 進学先
- 富山市立興南中学校

※選択も可能

## 周辺
- 富山県道188号東猪谷富山線

- ローソン若竹店
- ちびっこ館（熊野公民館）